# Atopsyche huamachucu
Atopsyche huamachucu är en nattsländeart som beskrevs av Schmid 1989. Atopsyche huamachucu ingår i släktet Atopsyche och familjen Hydrobiosidae. Inga underarter finns listade i Catalogue of Life.

## Bildgalleri

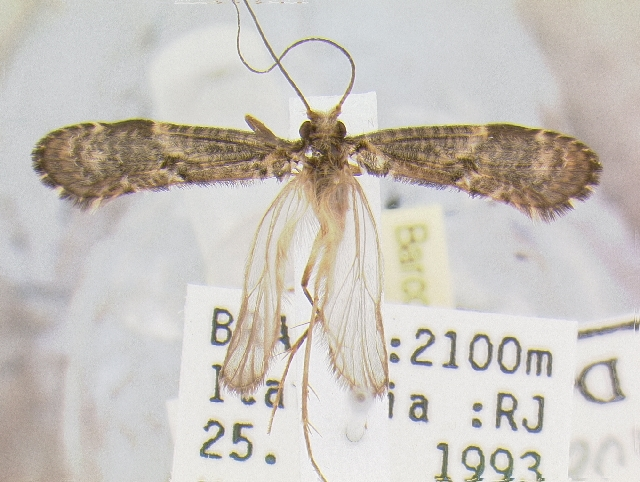